# Euparatettix pseudomelanotus
Euparatettix pseudomelanotus är en insektsart som beskrevs av Zheng, Z. och Jiang 2004. Euparatettix pseudomelanotus ingår i släktet Euparatettix och familjen torngräshoppor. Inga underarter finns listade i Catalogue of Life.